# Meganephria armeniaca
Meganephria armeniaca là một loài bướm đêm trong họ Noctuidae.